# مارك كوبولا
مارك كوبولا (بالإنجليزية: Marc Coppola)‏ هو دي جيه وممثل أمريكي، ولد في 29 أبريل 1958 في نيويورك في الولايات المتحدة.

## أعمال

### أفلام
- (1979) القيامة الآن[3]
- (2013) حلقة بلينج[4]

## وصلات خارجية
- مارك كوبولا على موقع IMDb (الإنجليزية)
- مارك كوبولا على موقع قاعدة بيانات الفيلم (الإنجليزية)